# Masque (Marvel Comics)
Masque —Máscara en España— es un personaje ficticio del cómic X-Men de Marvel Comics. Fue creado por Chris Claremont y Paul Smith, e hizo su debut en Uncanny X-Men vol. 1 # 169, en mayo de 1983. Está relacionado con la comunidad de parias mutantes conocidos como los Morlocks.

## Biografía ficticia

### Fundación de los Morlocks
Sus orígenes son desconocidos. Masque formó parte del grupo fundador de los Morlocks, junto con Callisto, Caliban y Sunder. Masque posee un horrible rostro deforme y odia a la gente bella. El alteraba el físico de los nuevos reclutas del grupo para volverlos más marginales.

### Encuentros con los X-Men
Su primer encuentro con los X-Men sucedió cuando los Morlocks capturaron a Ángel para hacerlo esposo de Callisto, pues esta afirmaba necesitar de un consorte para dirigir a la comunidad morlock. Los X-Men acudieron a su rescate. Durante el enfrentamiento, Masque alteró el rostro de Storm. En esa ocasión, los X-Men pudieron escapar de los Morlocks luego de que Tormenta le quitó a Callisto el liderazgo del grupo en una batalla.
Más adelante, Masque auxilio a Callisto a planear la supuesta boda de Kitty Pryde con Caliban. Los Morlocks secuestraron a Kitty, y al mismo tiempo, encontraron el cadáver de una joven a la que Masque alteró el rostro para convertirla en Kitty, y de esta forma, hacerle creer a los X-Men que Kitty había muerto. Pero los X-Men descubrieron el engaño. Masque torturó a Kitty alterándole el rostro de diversas formas, hasta que Kitty fue rescatada por los X-Men.
Un grupo de niños mutantes fue asesinado por humanos, causando que su madre adoptiva, la morlock Analee, perdiera la razón. Al ser Analee una mutante empática, comenzó a alterar también las emociones de otros Morlocks. Masque ideó un plan para reemplazar a los niños de Analee, secuestrando al super equipo infantil Power Pack. Masque les alteró el rostro para que lucieran como morlocks, mientras que la morlock Bella Durmiente les alteraba las memorias. Pero los X-Men descubrieron su plan y rescataron a Power Pack.

### Tunnelers y "Masacre Mutante"
Masque se unió a un subgrupo de Morlocks rebeldes llamados Tunnelers (Berzerker, Scaleface y Blow-Hard). Ellos sobrevivieron a la masacre de los Merodeadores contra la comunidad morlock gracias a X-Factor. Mientras estaba refugiado en los cuarteles de X-Factor, Masque intentó alterar el rostro de la joven conocida como Skids. Más adelante, el novio de Skids, el joven Rusty Collins, sacrificó su rostro a Masque a cambio de que el restaurara el rostro de una prostituta llamada Emma LaPorte, a la que el accidentalmente había desfigurado el rostro. Masque aprovechó la ausencia de Callisto para hacerse del control de los Morlocks sobrevivientes, y a pesar de las súplicas de Caliban, regresar a "El Callejón".

### Liderazgo y Muerte
Masque usurpó el liderazgo de los Morlocks, volviéndolos criaturas perversas. La intención de Masque, era convertir a los Morlocks en una poderosa armada para conquistar el mundo. Además, Masque alteró aún más el físico de los Morlocks, volviéndolos auténticos monstruos, y con ayuda del morlock Célula Cerebral, se aseguró de tener control mental sobre ellos. Masque atacó a Callisto, a la que convirtió con sus poderes en una mujer muy bella, forzándola a trabajar como modelo para mantener a los Morlocks. Finalmente, Callisto fue rescatada por Coloso, Jean Grey y Forja.
Masque tenía la intención de transformar a gente normal en Morlocks. Cuando intentó alterar el rostro de un grupo de niños, una joven morlock llamada Pixie se reveló y escapó, encontarndo la ayuda de X-Factor y Ghost Rider.
Masque también atacó a Fuerza-X reclamando el control de Feral, otra morlock que trataba de escapar de sus locuras. Buscando venganza contra Cable y su grupo, Masque forjó una alianza con la Hermandad de Mutantes Diabólicos del Sapo y combatió a X-Force, muriendo atravesado por la espada de Shatterstar.

### La Arena
Años después, Masque reapareció. Aparentemente sobrevivió al alterar por instinto su propio cuerpo (cosa que antes el no podía hacer). Regresó como una bella mujer dirigiendo un grupo de gladiadores conocidos como La Arena de Tokio. Capturó a Callisto, transformando sus brazos en tentáculos, y también a Tormenta, a quien pensaba vender a un terrorista-esclavista llamado Tullamore Voge. Callisto y Tormenta lo derrotaron, y Callisto mutiló su rostro.

### Líder de los Morlocks (Segunda Etapa)
Tiempo después, Masque reapareció, de nuevo en forma desfigurada dirigiendo a un grupo de Morlocks (Bliss, Erg. Skids y Litterbug), que pregonaban una vieja profecía de una morlock llamada Qwerty. Masque atacó a sus excompañeros morlock Caliban y Leech, y realizó también un ataque terrorista en el Metro de Nueva York, desfigurando a la gente y tratando de llamar la atención de Magneto. Los X-men acudieron a detenerlo. En esta ocasión, fue vencido por Caliban, y el Profesor X, lo forzó a restaurar la apariencia de la gente inocente del Metro.

### Utopians
Masque fue uno de los numerosos mutantes que habitaron Utopía, el santuario de mutantes de los X-Men. Más adelante, Masque se unió a un grupo de mutantes llamados Utopian, conformado por el Dr. Némesis, Elixir, Random, Karma y Boom-Boom. Estos mutantes ocuparon Utopía una vez que fue abandonada. Los X-Men confrontaron a los Utopians, quienes únicamente deseaban un santuario seguro para vivir. Los X-men los convencieron de partir con ellos a la Escuela Jean Grey en Nueva York.

### Hermandad de Mutantes
Masque se unió a una nueva encarnación de la Hermandad de Mutantes integrada por Magma, Pyro, Avalanche y Kologoth, quienes, comandados por Mesmero, realizaron una serie de actos vandálicos en Nueva York, que incluyen el secuestro del alcalde de la ciudad. El equipo de X-Men de Kitty Pryde confrontó y derrotó a Masque y compañía.

## Poderes
Masque posee la habilidad de alterar el físico de cualquier persona que desee con solo tocarla, produciéndole una transformación entera en segundos. Tras su encuentro cercano con la muerte, aprendió a alterar también su propio físico. Masque utilizó el rostro de Marilyn Monroe durante el arco de La Arena en X-Treme X-Men.

### Rasgos destacables
En su forma de Morlock, posee el rostro completamente desfigurado, cubriéndose con una capucha estilo monje. Tras su aparición como mujer en el arco La Arena, Chris Claremont se refirió al personaje como "ella", confirmando que ahora, Masque es un ser autenticamente hermafrodita.

## En otros medios

### Televisión
- Masque apareció en la serie de T.V. X-Men como parte de los Morlocks.